# Rio Gourits
O rio Gourits é um rio na província do Cabo Ocidental, na África do Sul.